# Fluoroform
Fluoroform (även kallat Trifluormetan och Metyltrifluorid) är en trihalometan med formeln CHF3.

## Framställning
Fluoroform produceras främst som en biprodukt vid tillverkningen av tetrafluoreten som är råmaterialet vid framställning av polytetrafluoreten (även kallad teflon).

## Användning
- Fluoroform används inom halvledarindustrin för plasmaetsning av kiseldioxid och kiselnitrid.
- Under namnet R-13 eller HFC-23 används det också som köldmedium.
- DuPont saluför det som släckmedel under varunamnet FE-13.